# Vrt Šazdeh
Vrt Shazdeh Mahan (perzijsko: باغ شازده ماهان Bāgh-e Shāzdeh Mahan), kar pomeni Prinčev vrt v Mahanu, je zgodovinski perzijski vrt v bližini (6 km oddaljen) Mahana v provinci Kerman v Iranu.
Vrt je velik 5,5 ha in ima pravokotno obliko in obzidje. Sestavljen je iz vhodne stavbe in vrat na spodnjem koncu ter dvonadstropne stanovanjske stavbe na zgornjem koncu. Razdalja med tema dvema je okrašena z vodnjaki, ki jih poganja naravni naklon zemljišča. Vrt je lep primer perzijskih vrtov, ki izkoriščajo ugodno naravno podnebje.
Na tem mestu je bil okoli leta 1850 zgrajen vrt za Mohammada Hassana Kana Sardari Iravanija, ki ga je Abdul Hamid Mirza v enajstih letih svojega guvernerstva v obdobju Kadžarov v celoti preoblikoval in so ga okoli leta 1873 razširili. Trenutna struktura sega skoraj v celoti v to drugo obdobje in je formalno povezana s podobnimi vrtovi, ki jih je zasnoval Abdul Hamid Mirza v Teheranu. (Bagh Chal v Niavaranu) Gradnja je ostala nedokončana zaradi smrti Abdolhamida Mirze v zgodnjih 1890-ih. 
Vrt Šazdeh je bil leta 1975 vpisan na seznam nacionalnih spomenikov Irana pod referenčno številko 10125. Je v lasti iranske države, ki svoje upravljanje zaupa provincialni bazi ICHHTO6.
Skupaj z drugimi vrtovi je bil junija 2011 vpisan na Unescov seznam svetovne dediščine.  Varovalni pas, ki pokriva površino 6187 hektarjev je eden največjih. Vključuje zlasti tok Tigran kanata, reke, ki izvira v gorah južno od vrta in ga oskrbuje z vodo. 

## Opis
Vrt Šazdeh tvori ogromen pravokotnik, velik 5,5 hektarja, 400 metrov v dolžino in 120 metrov v širino, obdan z zidom, ki ga ločuje od puščave. Strukturiran je okoli osrednje osi, ki seka glavni vhod na spodnjem koncu in paviljon na zgornjem koncu. Visoka stena tvori ogrado vrta. Notranja organizacija vrta temelji na ravnih stopnicah vzdolž glavne osi, ki ustrezajo tipologiji vrtov takht (korakov).
Vegetacija je organizirana v zapletenem vzorcu, kjer razporeditev dreves in grmovnic tvori natančne sezonske sence in barvne sheme. Obstaja več vrst dreves, ki se uporabljajo zaradi svojih lastnosti. Bori in cedre, kot trajnice, ujamejo vzhodni veter, ki piha iz puščave. Za senco poskrbijo bresti, jeseni, platane in topoli. Kot okrasne esence se uporabljajo ognjeni trn, navadni brin in panešplja (cotoneaster), lokalna vrsta, ki pozimi naredi majhne bele cvetove. Zasajeno je tudi določeno število sadnih dreves, zlasti v različnih sektorjih (karts): vinska trta, jablane, hruške, marelice, granatna jabolka, kutine, breskve, slive.
Voda vstopa v vrt iz njegovega zgornjega dela preko Tigran kanata, ki zbira vodo iz okoliških gora in jo razporedi za namakanje cvetja in trate. Osrednjo os in pobočje podčrtajo potoki in niz majhnih slapov ob pobočju.
Glavna stavba, Sardar Khaneh, je v najvišjem delu vrta. Sestavljena je iz osrednjega paviljona, obkroženega z dvostranskimi podolgovatimi krili. Stanovanjska stavba Bala Khaneh je manjša, z osrednjo strukturo in dvostranskimi krili. Hiša Zaeem Bashi v južnem delu vrta je bila verjetno namenjena bivanju domačih živali.

## Galerija
- Vhodna stavba
- Pogled na kaskade
- Zgornji paviljon
- Pogled po osi vrta
- Pogled iz zraka